# Steinbächle (Morre)
Das Steinbächle oder Steinbächlein ist ein linker Zufluss der Morre im Odenwald in Baden-Württemberg.

## Geographie

### Verlauf
Das Steinbächle entspringt südöstlich von Mudau am Seeschlag. Es speist einen Fischweiher und verläuft in nördliche Richtung durch Rumpfen nach Steinbach. Dort knickt der Bach nach Osten ab und nimmt an der Unterneudorfer Mühle das Krebsbächle auf. Zwischen Buchen und Hettigenbeuern mündet das Steinbächle als deren größter Zufluss von links in die Morre.

## Einzelnachweise

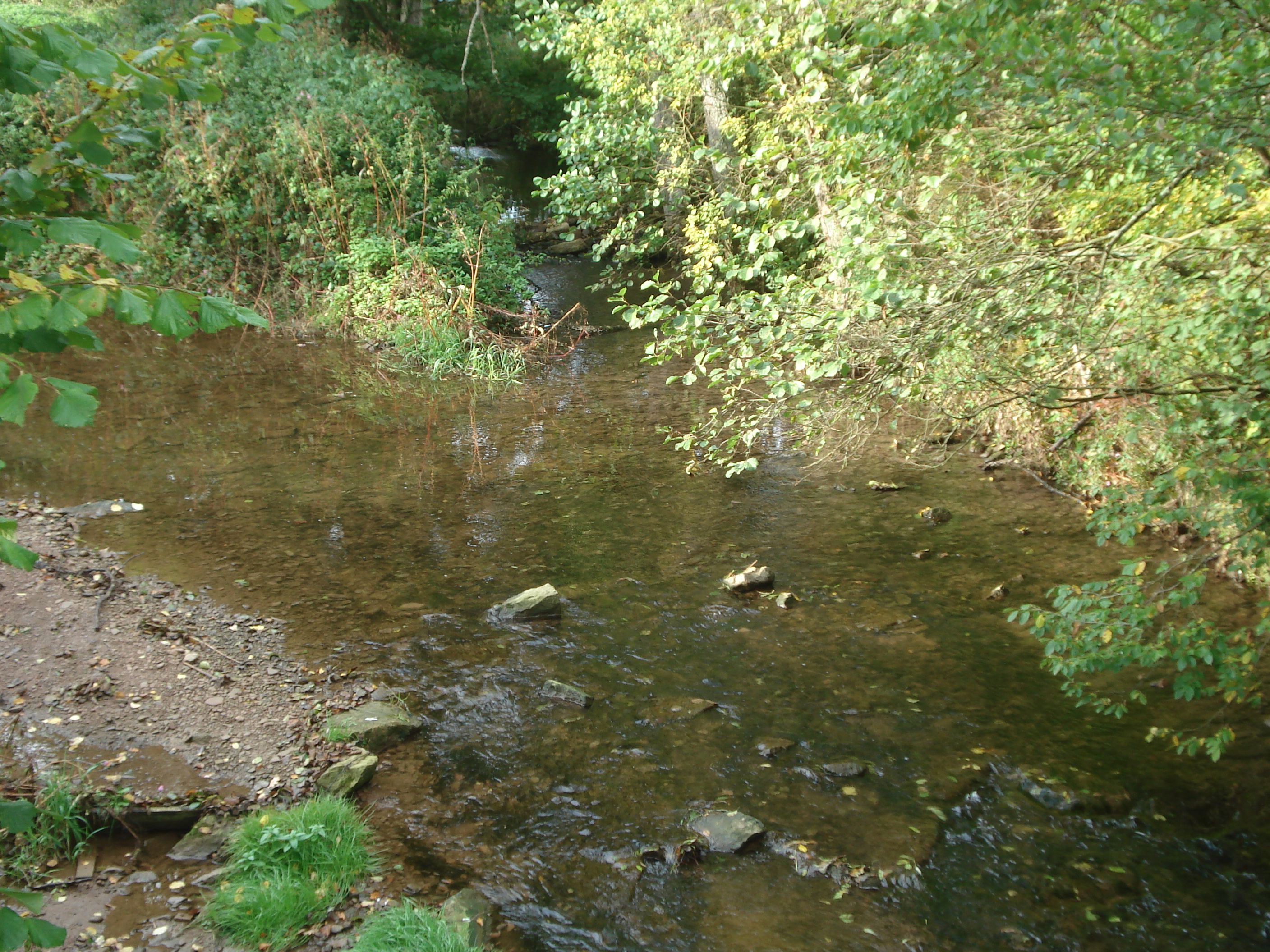
Das Steinbächle (hinten) mündet in die Morre (von hinten links nach vorne rechts)

### Zuflüsse
- Ameisenbrünnlein (links)
- Krebsbächle (rechts)